# Políptico das Sete Dores de Maria

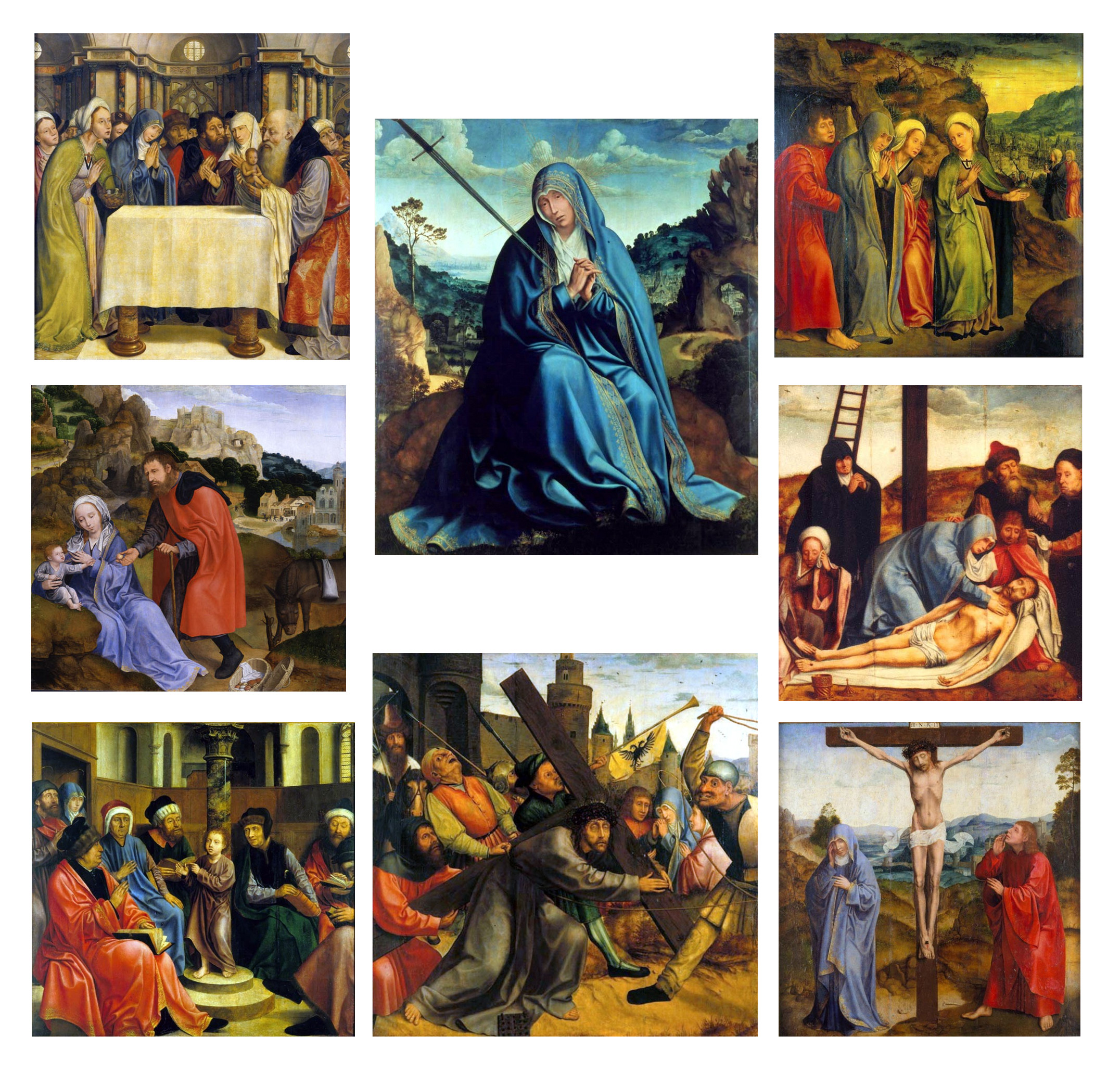
Simulação da disposição original do Políptico das Sete Dores de Maria (1509 - 1511), de Quentin Metsys e ateliê, que decorou o altar-mor do Convento da Madre de Deus.

O Políptico das Sete Dores de Maria era um políptico de oito pinturas a óleo sobre madeira de carvalho criado de 1509 a 1511, tratando-se provavelmente de obra colectiva com participação proeminente do artista flamengo Quentin Metsys (1466-1530), e que decorou o altar-mor do Convento da Madre de Deus, no bairro de Xabregas em Lisboa, estando actualmente os vários painéis dispersos por três museus.
O Políptico das Sete Dores de Maria era composto por um painel central, a Virgem das Dores, e sete  painéis laterais, sendo a Apresentação do Menino no Templo, o Descanso na Fuga para o Egipto, o Menino Jesus entre os Doutores, Cristo a Caminho do Calvário, o Calvário, a Lamentação e S. João Evangelista e as Santas Mulheres depois do enterro de Cristo, que correspondem às Sete Dores da Virgem Maria da devoção católica.
O painel central, Virgem das Dores, e cinco painéis laterais, a Apresentação do Menino no Templo, o Menino Jesus entre os Doutores, Cristo a Caminho do Calvário, a Lamentação e S. João Evangelista e as Santas Mulheres depois do enterro de Cristo encontram-se no Museu Nacional de Arte Antiga de Lisboa, o Calvário no Museu Dom João VI do Rio de Janeiro, e o Descanso na Fuga para o Egipto no Museu de Arte de Worcester (Massachusetts).
O retábulo do altar primitivo da igreja do Convento da Madre de Deus de Xabregas, em Lisboa, deveria ser da invocação das "Sete Dores" de Maria. Dado que o Convento foi fundado por D. Leonor, viúva de D. João II e irmã do reinante D. Manuel I, em 1509, é de crer que a encomenda deste Políptico tenha sido efectuada imediatamente, havendo autores como Max Friedländer que consideram que a feitura dos quadros tenha ocorrido entre 1504 e 1511. Com efeito, segundo um documento publicado por Reynaldo dos Santos, em 1513 D. Manuel ofereceu aquele Convento um pano para cobrir as pinturas do altar-mor.
Ignora-se se a encomenda foi da própria Rainha ou de qualquer outra entidade, nacional ou estrangeira, que quisesse obsequiá-la, admitindo Reynaldo dos Santos que tenha sido João Brandão, feitor em Antuérpia, o intermediário entre a Rainha e o Pintor e que a obra já estivesse colocada no Convento em 1513.
Para Dagoberto Markl e Fernando Pereira, o Políptico das Sete Dores de Maria é uma das principais obras de Quentin Metsys em terras portuguesas e que decoraria provavelmente o altar-mor do Convento da Madre de Deus, sendo esta também a convicção do historiador Luís Reis Santos.

## Descrição
Apresenta-se a seguir a descrição dos oito painéis conhecidos do Políptico do Convento da Madre de Deus, começando pelo painel central e depois os sete painéis laterais seguindo uma lógica narrativa. O visionamento do que deveria ser o conjunto dos oito painéis do Políptico do Convento da Madre de Deus pode ser encontrado em Galeria.

### Virgem das Dores

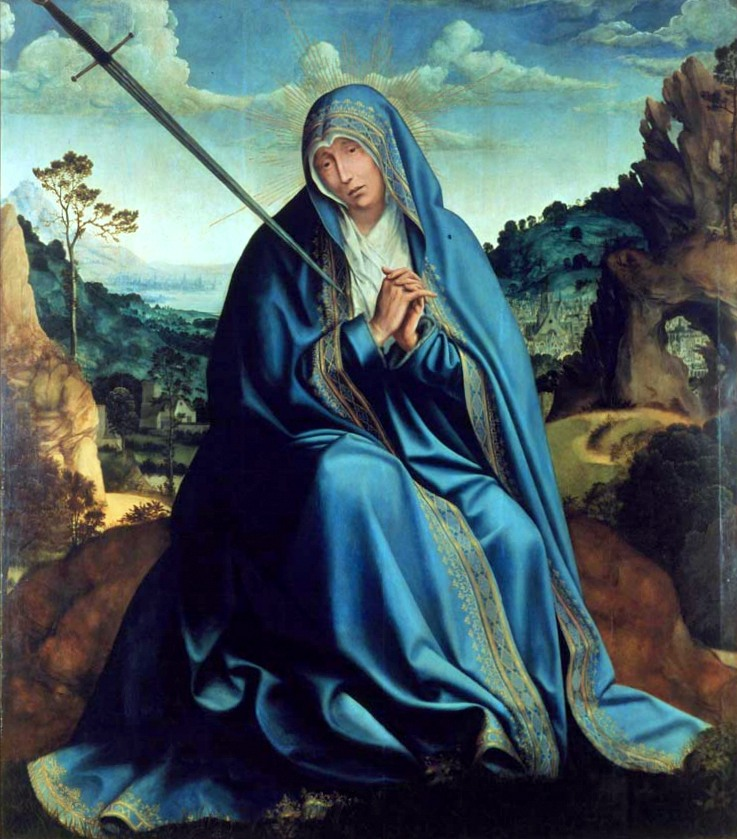
Virgem das Dores (1509 - 1511), de Quentin Metsys, proveniente da Igreja da Madre de Deus e actualmente no MNAA.

Trata-se do painel central do Políptico do Convento da Madre de Deus tendo de altura 171,5 cm e 151 cm de largura e representa a Virgem Maria numa expressão de Mater Dolorosa.
Em primeiro plano, inserida numa paisagem arborizada e representada de corpo inteiro sentada sobre uma rocha, a Virgem chorosa e com as mãos postas surge envolta num amplo manto de vários tons de azul debruado com losangos e arabescos dourados, na base do qual se pode ler uma inscrição em latim. Uma grande espada de lâmina canelada toca-lhe o peito.
É uma pintura que transmite uma grande comoção. O rosto da Virgem das Dores mostra tristeza e melancolia, ao mesmo tempo que faz um gesto de pedido e oração com as mãos. Metsys dava especial importância aos traços fisionómicos das figuras como possível influência de Leonardo da Vinci. Destaque para a plasticidade das suas vestes. Os reflexos do magnífico manto azul dão uma textura brilhante de grande qualidade, própria da tradição flamenga. Já a monumentalidade da figura, bem como a expressão do seu rosto aproximam-se do estilo italiano.:269
A Virgem Maria desenhada com elegância e seguindo um contorno piramidal próprio do renascimento encontra-se imersa num agreste espaço natural. Os rochedos com estranhas formações à sua volta dão depois lugar à vegetação e a uma pequena povoação delineada de forma refinada e meticulosa. Depois a paisagem vai-se esfumando o que confere uma grande profundidade à composição.:269
Segundo José de Figueiredo, o assunto é a Mater Dolorosa na sua figuração mais simples. O Artista limitou-se a traduzir a profecia do velho Simeão «tuam ipisius animam pertrasibit gladius» unicamente com a representação da espada que deve atravessar a alma de Maria no momento em que essa espada apenas a toca ligeiramente. Quanto ao autor, não há dúvida que esse artista foi Metsys. Demonstra-o a sua técnica que empregou cerca de 1509, intermédia entre a técnica do Retábulo da Legenda de Santa Ana, do Museu de Bruxelas, e a do Tríptico do Enterro de Cristo, do Museu de Antuérpia (ambos em Galeria). Na Virgem das Dores do MNAA há ainda a transparência e luminosidade do primeiro destes retábulos, qualidade que Metsys obteve com o emprego quase exclusivamente da têmpera, enquanto os efeitos mais opacos indicam o emprego dominante de matérias oleosas no último e que são a causa do seu relativo escurecimento.

### Apresentação do Menino no Templo

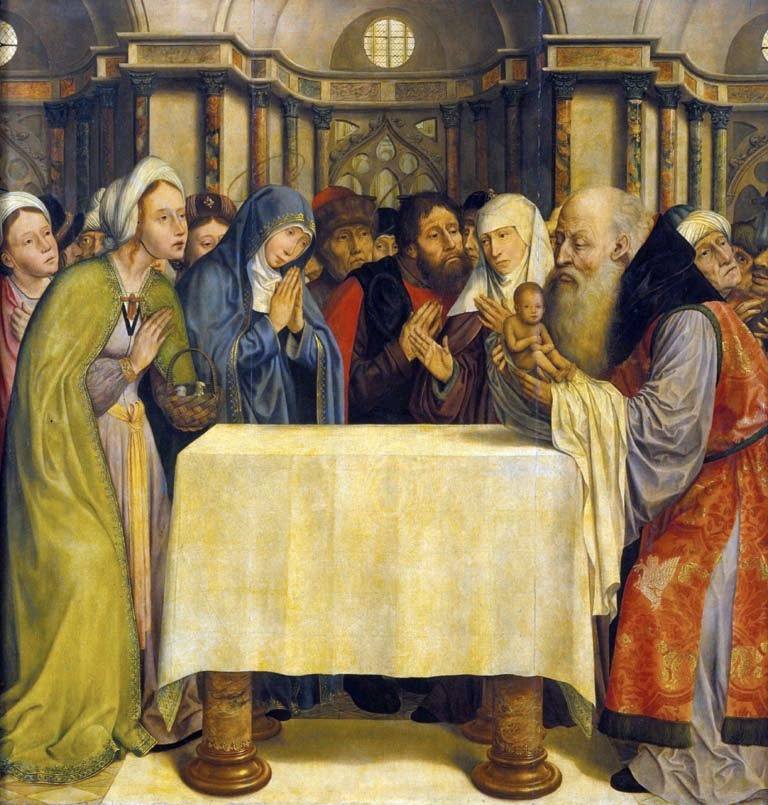
Apresentação do Menino no Templo (c. 1510), de Quentin Metsys, na MNAA em Lisboa

Trata-se de um dos sete painéis laterais do Políptico do Convento da Madre de Deus tendo de altura 83,7 cm e 80,7 cm de largura e representa o episódio bíblico da Apresentação de Jesus no Templo.
- A dor de Maria - a profecia de Simeão sobre Jesus (Lucas 2:34–35)

No interior de um templo, por detrás de uma mesa de altar coberta por uma toalha branca com bordadura de desenho geométrico, o Menino Jesus já foi apresentado ao sacerdote Simeão que o segura com ambas as mãos. A Virgem Maria de manto azul e São José, ambos de mãos postas, estão no centro da composição e têm a ladeá-los a profetisa Ana e uma rapariga que segura um cesto com as duas pombas cujo sacrifício era exigido pela lei judaica da Apresentação. As personagens principais que estão em redor do altar têm atrás de si muitas outras que assistem à cena.
A cúpula do Templo é suportada por colunas clássicas, características do Renascimento italiano, que combinam com uma arquitectura gótica flamejante, como a portada e a rosácea que se vê em fundo. Este tipo de solução arquitectónica, na transição do medieval para o renascentista era típica da Flandres do século XV.
O ancião Simeão está caracterizado com extremo realismo, tal como era próprio da pintura flamenga: cada ruga, cada pêlo da barba ou imperfeição da sua pele estão minuciosamente pintados. E os "curiosos" eram personagens também característicos da pintura flamenga e apareciam muitas vezes a rodear as cenas sagradas, sendo retratos vivos de alguém em concreto vestido à moda do século XV na Flandres.:267
Esta obra entrou na colecção do MNAA por aquisição a Leonel Harris (Londres).

### Descanso na Fuga para o Egipto

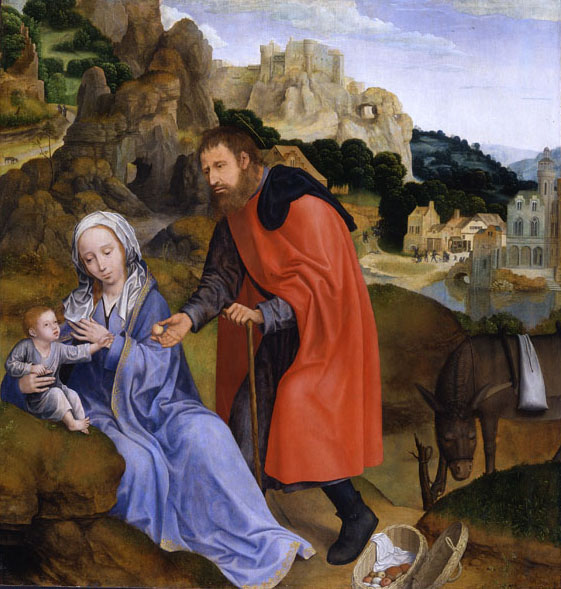
Descanso na Fuga para o Egipto (c. 1510), de Quentin Metsys, no Museu de Arte de Worcester (Massachusetts)

Trata-se de um dos sete painéis laterais do Políptico do Convento da Madre de Deus e representa o episódio bíblico da Fuga para o Egipto.
- A dor de Maria - o decreto por Herodes da morte de todas as crianças de Belém com idade até dois anos o que levou à fuga da Sagrada Família para o Egito (Mateus 2:13–21);

Em primeiro plano, São José, apoiado numa bengala, oferece uma pequena fruta a Jesus que, sentado num rochedo amparado pela Virgem Maria, estende o braço para a receber. Maria veste um manto azul debruado a dourado que aparece noutros painéis. O burro castanho preso por uma arreata a uma pequena estaca pasta numa verdura junto ao caminho, tendo sobre a sela um alforge de mantimentos. Aos pés de José está um cesto aberto parco de alimentos. Maria e José revelam a preocupação da situação vendo-se em fundo uma cena de Massacre dos inocentes.
Metsys era o principal pintor em Antuérpia naquele tempo. Combinava as superfícies cuidadosamente detalhadas e brilhantemente coloridas da tradição flamenga com as figuras mais monumentais e expressivas da figura que se encontram na arte italiana e alemã. A interpretação sensível de Metsys das faces expressivas das figuras principais transmite as emoções profundas associadas ao episódio. A sua atenção à paisagem, em particular as formações rochosas complexas, era avançada para a época.

### Menino Jesus entre os Doutores

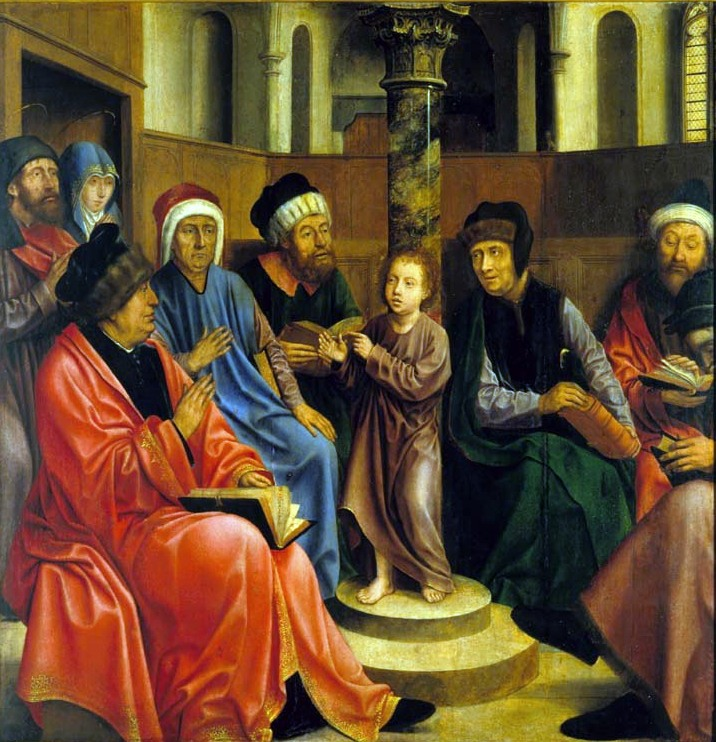
Menino Jesus entre os Doutores (1508-1511), de Quentin Metsys, proveniente da Igreja da Madre de Deus e actualmente no MNAA.

Trata-se de um dos sete painéis laterais do Políptico do Convento da Madre de Deus tendo de altura 62,5 cm e 80,5 cm de largura e representa o episódio bíblico do diálogo entre o Jesus ainda criança e os mestres do Templo.
- A dor de Maria - O desaparecimento do Menino Jesus durante três dias (Lucas 2:41–51);

Ao centro, sobre um pedestal redondo de dois degraus com coluna de mármore policromado e capitel, o Menino Jesus vestindo uma túnica orlada com fio de ouro, dirige-se aos doutores da lei judaica. Em seu redor, os doutores dispõem-se em dois grupos de três, estando ainda presentes, de pé lo lado esquerdo, a Virgem Maria e São José.
Metsys, utilizando uma gama cromática muito rica e variada, em que se destacam o vermelho, o azul e ocore, conseguiu transmitir movimento através de um vínculo comunicativo muito estreito entre o Menino Jesus e os Doutores religiosos.:271

### Cristo a Caminho do Calvário

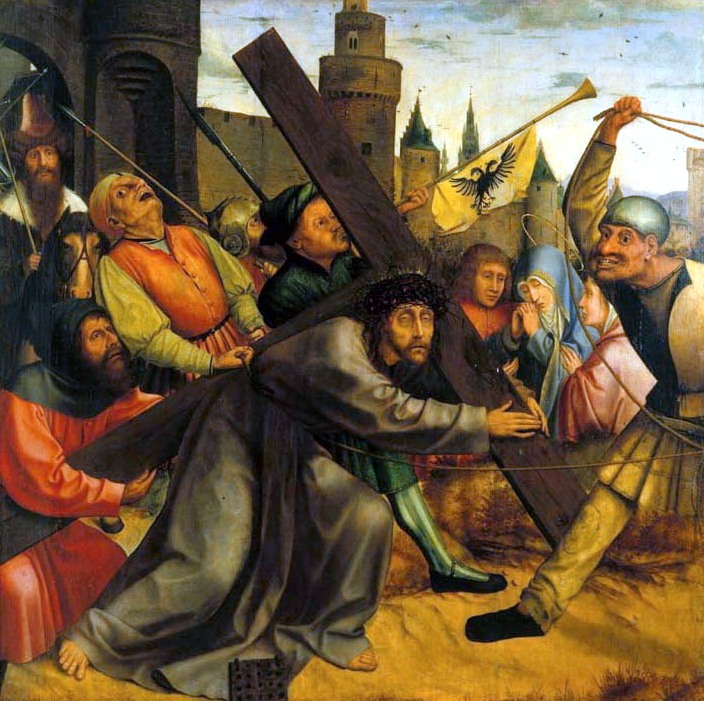
Cristo a Caminho do Calvário (1509 - 1511), de Quentin Metsys, proveniente da Igreja da Madre de Deus, actualmente no MNAA.

Trata-se de um dos sete painéis laterais do Políptico do Convento da Madre de Deus tendo de altura 82,5 cm e 82,5 cm de largura e representa o episódio bíblico do Caminho do Calvário por Cristo.
- A dor de Maria - ver Jesus carregando a cruz a caminho do Calvário (Lucas 23:27–31).

A composição representa Cristo de joelhos carregando a cruz às costas e a ser açoitado à saída das portas de Jerusalém. A Virgem Maria muito pesarosa, Santa Madalena e São João assistem do lado direito.
De notar a bandeirola pendente do clarim com a Águia bicéfala que referindo-se ao poder da época de Jesus, o império romano, com um desenho e cores que se aproximam muito dos da bandeira do Sacro Império Romano-Germânico da época de Metsys.
A obra foi integrada no MNAA por transferência da Igreja da Madre de Deus.

### Calvário

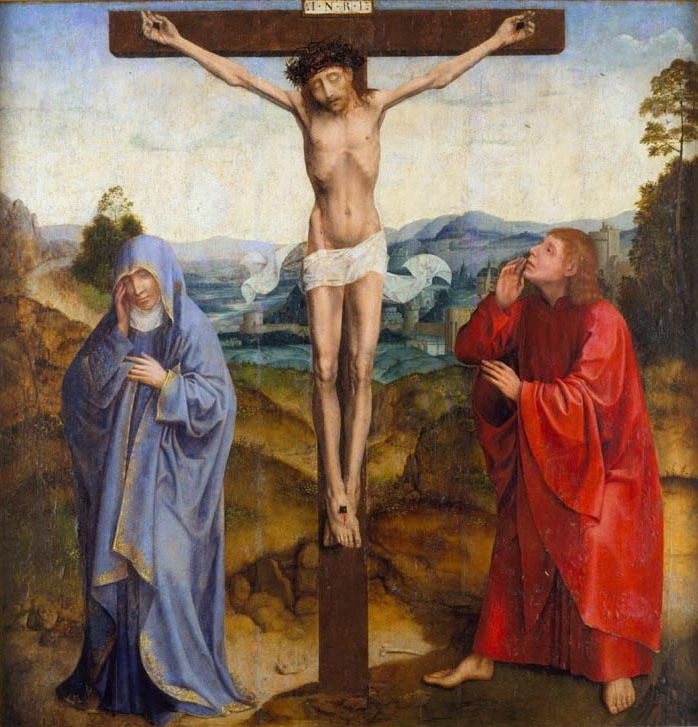
Calvário (1509 - 1511), de Quentin Metsys, proveniente da Igreja da Madre de Deus, actualmente no MNAA.

Trata-se de um dos sete painéis laterais do Políptico do Convento da Madre de Deus tendo de altura 92,5 cm e 90 cm de largura e representa o episódio bíblico da Crucificação de Jesus.
- A dor de Maria - ver o filho crucificado - Stabat Mater (João 19:25–27);

Cristo na cruz, no exacto centro da composição, é ladeado pela Virgem (no lado esquerdo) e por São João (no lado direito).

### Lamentação

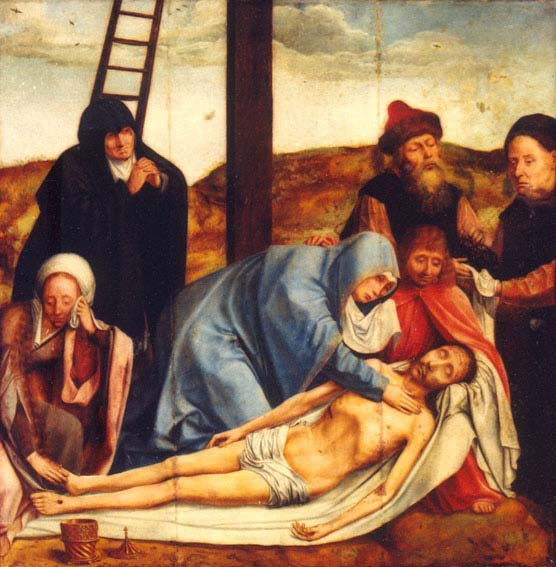
Lamentação (1509 - 1511), de Quentin Metsys, proveniente da Igreja da Madre de Deus, actualmente no Museu Dom João VI no Rio de Janeiro.

Trata-se de um dos sete painéis laterais do Políptico do Convento da Madre de Deus tendo de altura 82,2 cm e 79 cm de largura e representa a fase da Paixão de Cristo que muitas vezes foi tratada na arte como a Lamentação.
- A dor de Maria - recebe o corpo do filho descido da cruz (Mateus 27:55–61);

Sobre a autoria deste painel, Paul Coremans, em correspondência com Teixeira Leite, afirma que a composição remonta, sem nenhuma dúvida, a Quentin Metsys, mas à primeira vista acha mais que seja uma obra do ateliê, pois a paisagem é muito sumária. Teixeira Leite acredita que a obra é da autoria de Metsys conforme artigo de 1960. No entanto, as dúvidas mantiveram-se em dois catalogues raisonnés sobre o artista, um de 1975 de Andrée de Bosque e outro de 1984 de Larry Silver que analisaram a obra, incorporando-a no Políptico das Sete Dores da Virgem. Mas, para Bosque, apenas o painel central é inteiramente de Metsys, sendo os laterais obra de dois alunos seus, sendo um deles Eduardo, o Português, e Silver, embora acredite que Metsys os tenha desenhado todos, os alunos devem ter participado na pintura, pois a qualidade é desigual.
Vítor Serrão, considerando-a uma obra uma excepcional, atribui a autoria da Lamentação sobre Cristo Morto a Quentin Metsys, confirmando a procedência do Políptico das Sete Dores da Virgem.

### S. João Evangelista e as Santas Mulheres depois do enterro de Cristo

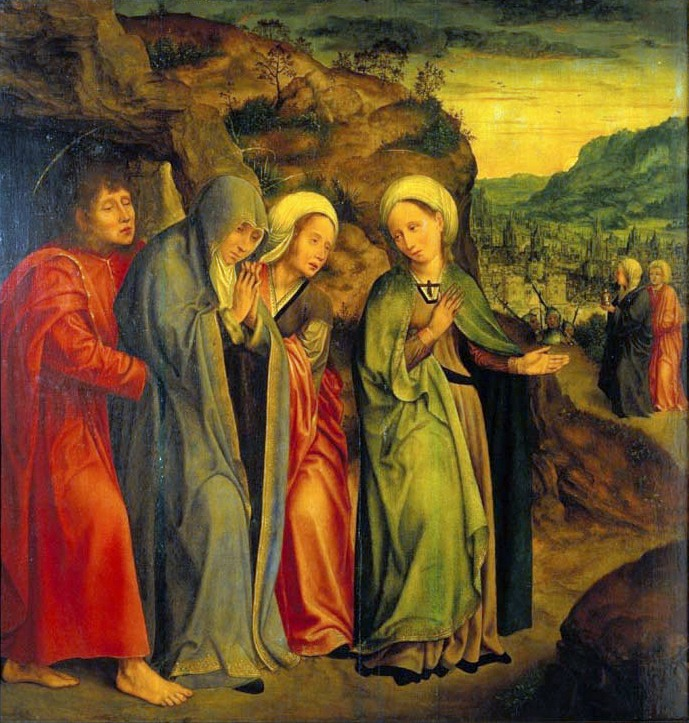
S. João Evangelista e as Santas Mulheres depois do enterro de Cristo (1509 - 1511), de Quentin Metsys, proveniente da Igreja da Madre de Deus, actualmente no MNAA.

Trata-se de um dos sete painéis laterais do Políptico do Convento da Madre de Deus tendo de altura 83 cm e 79.5 cm de largura e representa o episódio bíblico do Sepultamento de Jesus.
- A dor de Maria - Maria assiste ao enterro do filho no Santo Sepulcro (Lucas 23:55–56).

A cena corresponde aos momentos posteriores à deposição de Cristo no túmulo. A Virgem vem amparada por São João e por uma das Santas Mulheres quando abandona a gruta em que Cristo foi sepultado. Do lado direito, sobre um fundo de paisagem, estão duas Santas Mulheres num plano intermédio.
Obra integrada na colecção do MNAA por aquisição a Leonel Harris (Londres).

## História
José de Figueiredo, referindo em 1932 que alguns painéis laterais que faziam parte deste Políptico ainda estavam na Madre de Deus decorando a grande altura as pilastras da capela-mor, sublinhou a oposição do tema deste Políptico ao daquele que três ou quatro décadas mais tarde D. João III, ou a sua mulher, mandaram fazer para a mesma igreja, quando da sua ampliação. Enquanto neste são as “Dores de Maria”, no posterior foram as “Alegrias da Virgem” e a razão não foi a evolução da iconografia religiosa como sucedeu do século XIV para o XV em que a igreja abandonou o espírito luminoso do século anterior por um espírito mais sombrio e dramático. O motivo foi a Mater Dolorosa ser a encarnação da dor da rainha viúva D. Leonor inconsolável desde a morte do seu filho o príncipe D. João. E como D. Leonor morreu em 1524, e com ela a memória do luto que a não abandonava, os novos doadores da Madre de Deus, a quem o destino ainda não ferira, mudaram de culto e é isso que nos dizem os painéis que nos ficaram do segundo Políptico, todos demonstrando as alegrias da Mãe de Jesus.
De referir que Albrecht Dürer e o seu ateliê criaram cerca da mesma época, ou seja 1500, igualmente um Políptico das Sete Dores com um painel central sobre Maria que se encontra na Antiga Pinacoteca de Munique e sete painéis laterais que se encontram na Pinacoteca dos Mestres Antigos de Dresden.

## Galeria

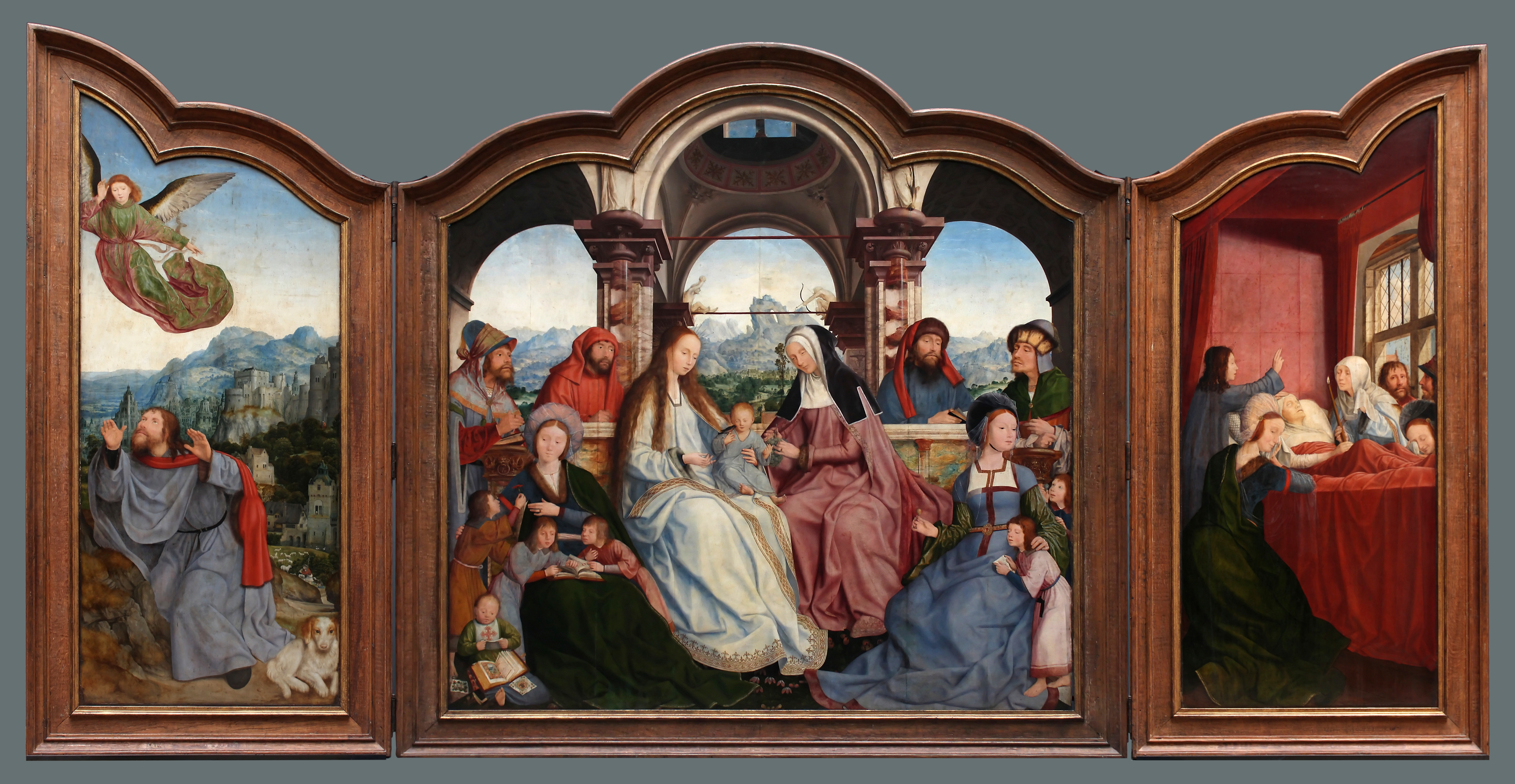
Triptyque de la confrérie de Sainte-Anne à Louvain (1509), de Quentin Metsys, nos Museus Reais de Belas-Artes da Bélgica
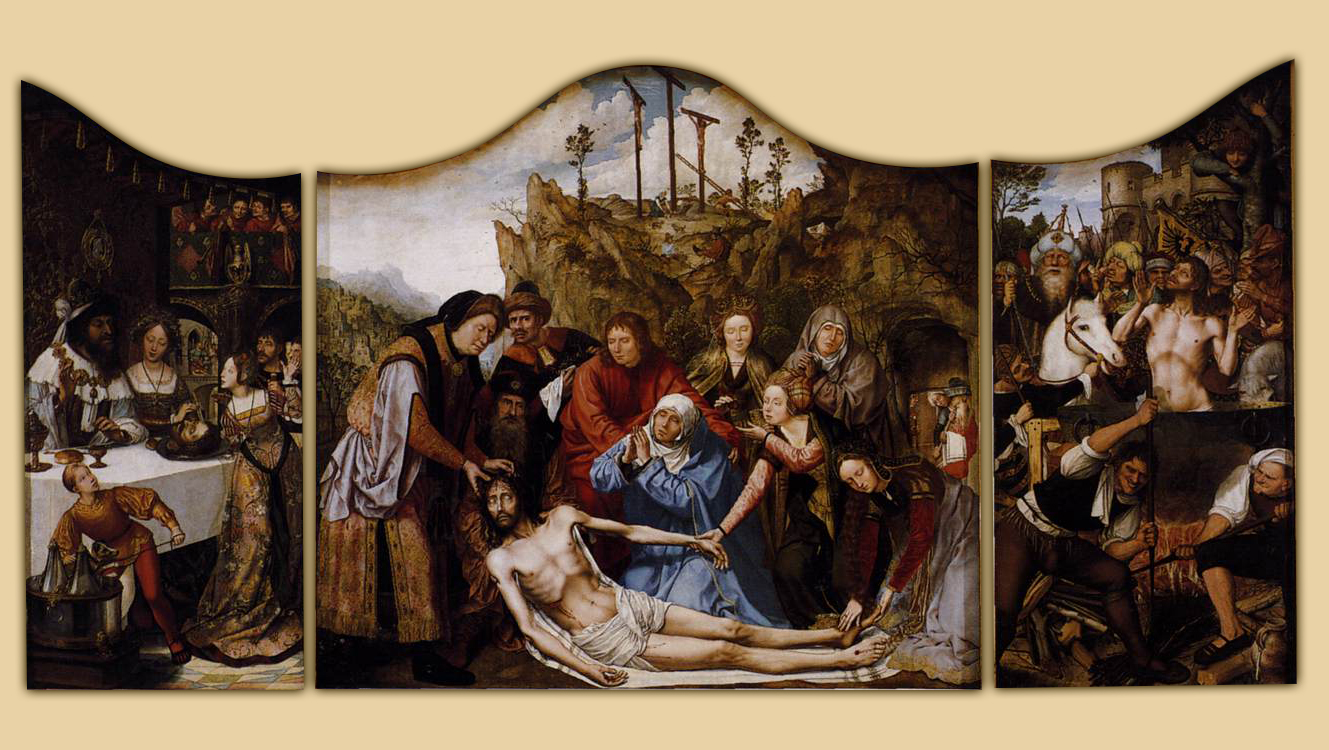
Tríptico da Lamentação (1509-11), de Quentin Metsys, no Museu Real de Belas Artes de Antuérpia